# Turgenitubulus
Turgenitubulus es un género de molusco gasterópodo de la familia Camaenidae en el orden de los Stylommatophora.

## Especies
Las especies de este género son:
- Turgenitubulus aslini
- Turgenitubulus christenseni
- Turgenitubulus costus
- Turgenitubulus depressus
- Turgenitubulus foramenus
- Turgenitubulus opiranus
- Turgenitubulus pagodula
- Turgenitubulus tanmurrana